# Ultra (Ost+Front-Album)
Ultra ist das dritte Studioalbum der deutschen Band Ost+Front.

## Geschichte
2015 verließ Gitarrist Gernhardt von Brüh die Band. Seine Nachfolge trat noch im gleichen Jahr Otto Schmalzmann an.
Am 30. Oktober 2015 erschien die auf 999 Exemplare reduzierte Single Sternenkinder. Zeitgleich erschien das dazugehörige Musikvideo. Neben dem Originalsong Sternenkinder sind auf der Single zwei Remixe zu dem Lied zu finden. Einer ist von Blutengel, der Zweite von Rob Dust. Als viertes Lied lässt sich die Orchester-Version von Moldau finden. Dem Lied liegt Die Moldau des böhmischen Komponisten Bedřich Smetana zu Grunde.
Das Album Ultra erschien am 29. Januar 2016 auf dem Label Out of Line und wurde von Rough Trade Distribution vertrieben.
Musikvideos entstanden zu den Liedern Sternenkinder und Bruderherz beide unter der Regie von Carlos Toro.
Das Lied Fiesta De Sexo wird gemeinsam mit Erk Aicrag, Sänger der Band Hocico auf Spanisch gesungen. Bei Suizid erhält Ost+Front musikalische Unterstützung von B. Deutung.

## Allgemeines

### Versionen
Das dritte Studioalbum Ultra erschien als CD, Doppel-CD mit sechs zusätzlichen Liedern, als MP3-Download und in einer limitierten Box. Auf der zweiten Disk findet sich unter anderem eine Coverversion von Bitte schlag mich von Stimmgewalt.

### Illustration
Unter dem Schriftzug der Band Ost+Front befindet sich der Schriftzug des Albumtitels. Sänger Herrmann Ostfront ist auf der linken Seite des Covers abgebildet, die restliche Band auf der rechten Seite mit erhoben Fäusten in Richtung Herrmann Ostfront. Der Hintergrund bilden Gewitterwolken, auf der oberen, linken Seite brechen Sonnenstrahlen durch.

## Titelliste
| #  | Titel          | Länge |
| -- | -------------- | ----- |
| 1  | Sternenkinder  | 4:04  |
| 2  | Bruderherz     | 3:28  |
| 3  | Fiesta De Sexo | 3:31  |
| 4  | Afrika         | 3:24  |
| 5  | Moldau         | 3:19  |
| 6  | Krüppel        | 3:33  |
| 7  | Suizid         | 4:22  |
| 8  | Fick dich      | 3:42  |
| 9  | Volksmusik     | 2:53  |
| 10 | Blitzkrieg     | 3:32  |
| 11 | Nein           | 3:59  |
| 12 | Klassenkampf   | 3:46  |
| 13 | Siebenbaum     | 3:23  |

| # | Titel                                        | Länge |
| - | -------------------------------------------- | ----- |
| 1 | Triebwerk                                    | 3:41  |
| 2 | Wasser Marsch                                | 3:02  |
| 3 | MNSTR                                        | 3:49  |
| 4 | Sternenkinder (Orchesterversion)             | 4:06  |
| 5 | Klassenkampf (Instrumental)                  | 3:48  |
| 6 | Bitte Schlag Mich (Stimmgewalt Coverversion) | 3:46  |

## Charterfolge
Das Album erreichte für eine Woche Platz 22 der deutschen Albumcharts.

## Rezensionen
Das dritte Album wurde von der Fachpresse dafür gelobt, facettenreicher zu sein als seine Vorgänger. Außerdem habe man sich mehr von der von Rammstein bekannten Musik gelöst und die Schablone neu gesetzt. Lediglich Metal Hammer reduzierte das Album genau wie die Vorgänger auf eine Rammstein-Kopie und beschimpfte die Gruppe als Deutschlands dreisteste[n] Plagiatoren.

„„Ultra“ ist somit ein rundum stimmiges und gereiftes Album.“

„Neben diversen alten Hits werden es auch welche von Ultra zu Recht ins Live-Programm schaffen. Da wären wir schon beim Thema. Ost+Front gehen live einfach besser vom Stapel, als aus der Konserve. Oft wirken sie zu austauschbar, ohne den gewissen Biss, was rein optisch überhaupt nicht zusammen passt.“

„Make it or breakt it? Da OST+FRONT neben gut in Szene gesetzten RAMMSTEIN Plagiaten endlich anfangen, eigene Akzente zu setzen und einfach verdammt gute Hooks abliefern ein definitives MAKE IT!“